# 馬赫達利尼夫卡 (扎波羅熱州)
47°38′38″N 35°27′8″E / 47.64389°N 35.45222°E
馬赫達利尼夫卡（烏克蘭語：Магдалинівка）是位於烏克蘭東南部的村莊，由扎波羅熱州扎波羅熱区的科梅舒瓦哈市镇負責管轄。該村分別距離新博伊基夫斯凯2公里和新雅科夫利夫卡3.5公里，面積1.91平方公里，海拔高度94米，2001年人口462。